# Куликов (Львовский район)
Ку́ликов (укр. Куликі́в) — посёлок во Львовском районе Львовской области Украины. Административный центр Куликовской поселковой общины.

## География
Посёлок расположен на реке Думный Поток.

## История
В старину Куликов был городом-крепостью с сильно укреплённым замком, и с цеховым устройством городской жизни. Куликов — один из тех нескольких галицких местечек, где преобладающим населением в эпоху пребывания в составе Австрии и Австро-Венгрии были русины, а не евреи или поляки.

## Спорт
В посёлке базируется футбольный клуб «Куликов-Белка», выступающий во Второй лиге чемпионата Украины

## Известные люди
В Куликове родились:
- Богдан Ступка (1941—2012) — известный украинский актёр
- Агата Турчинская (1903—1972) — украинская советская писательница и поэтесса

## Фотогалерея

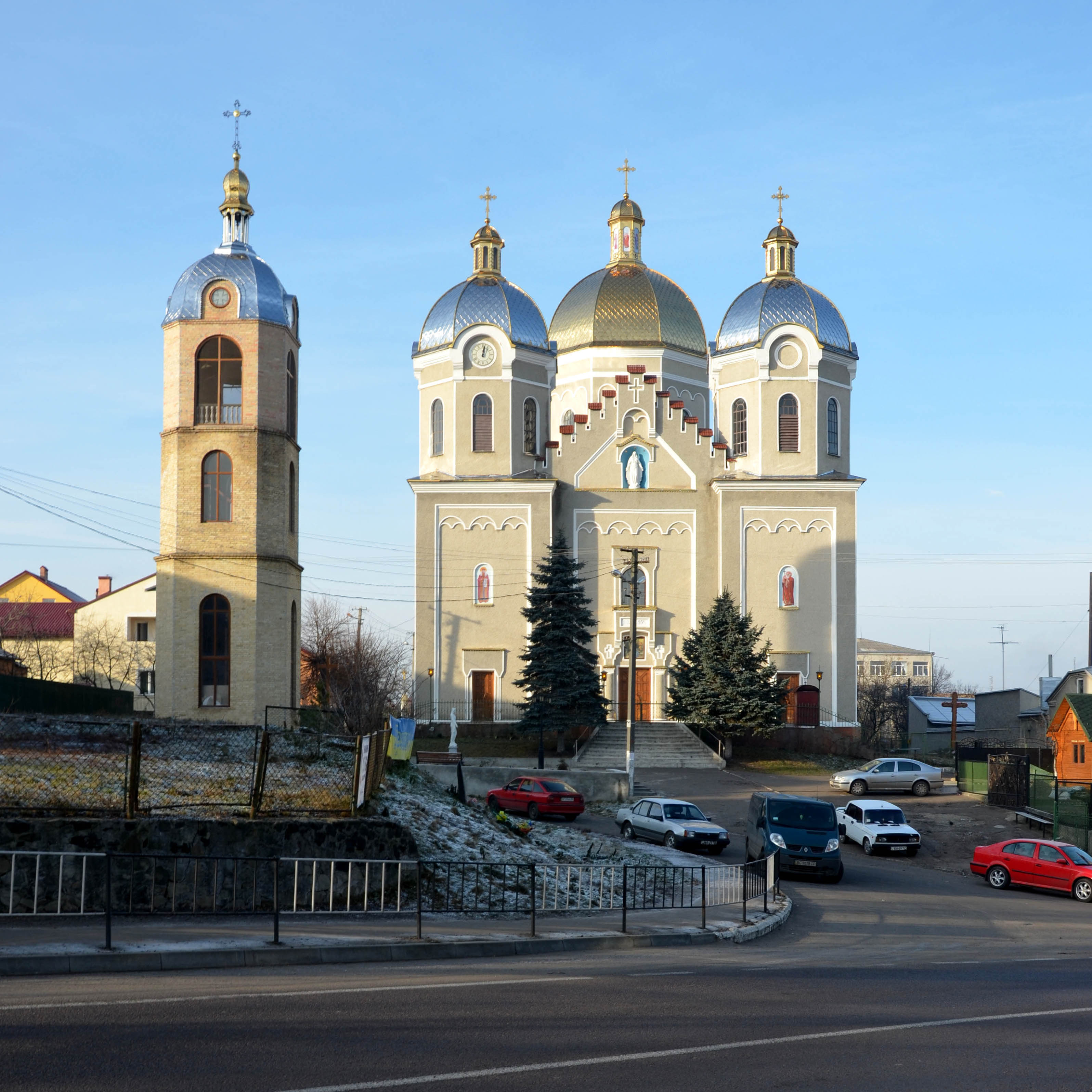
Церковь Успения Богородицы, УГКЦ, 1515 год
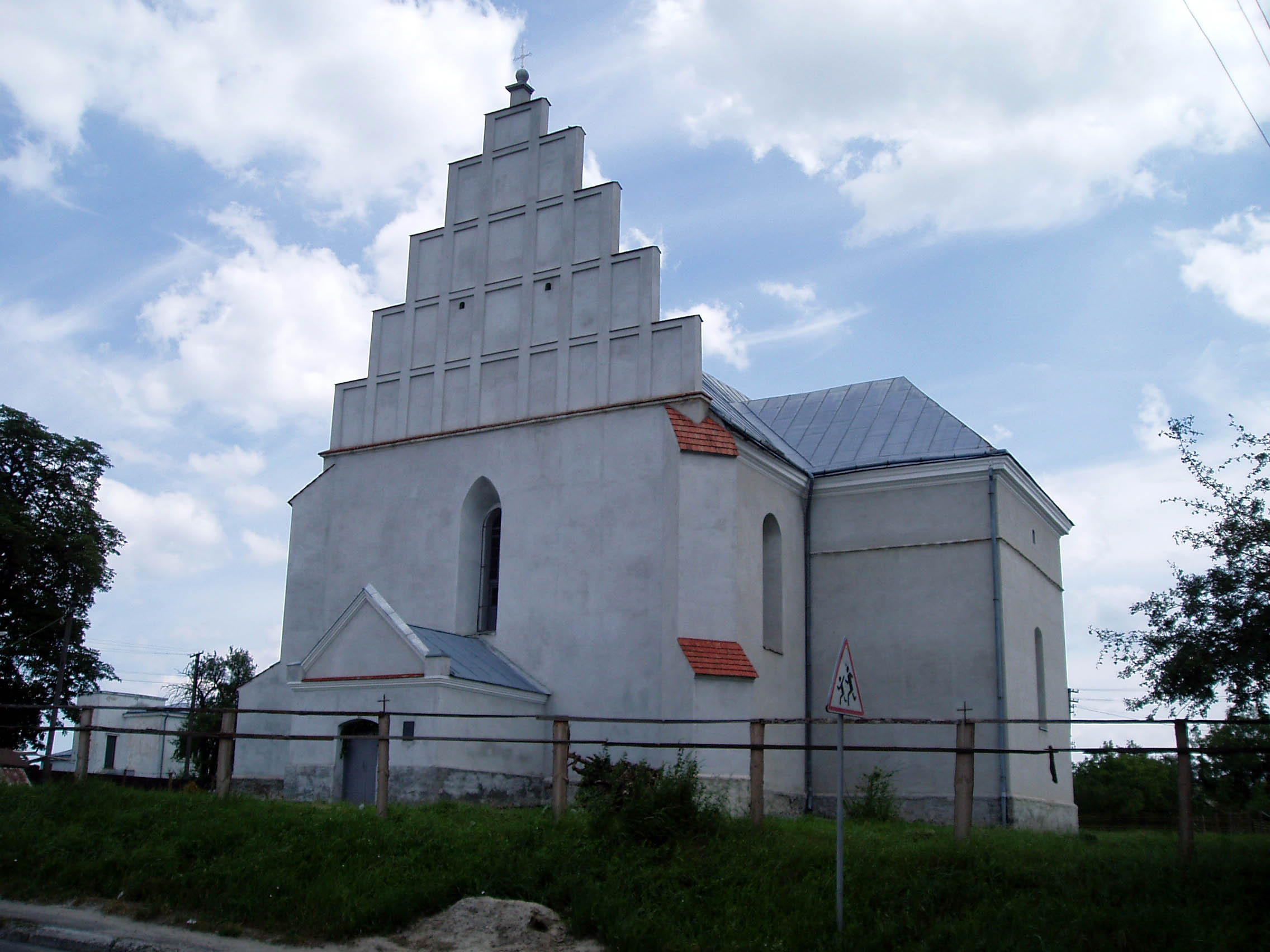
Церковь Святого Николая, РКЦ, 1538 год
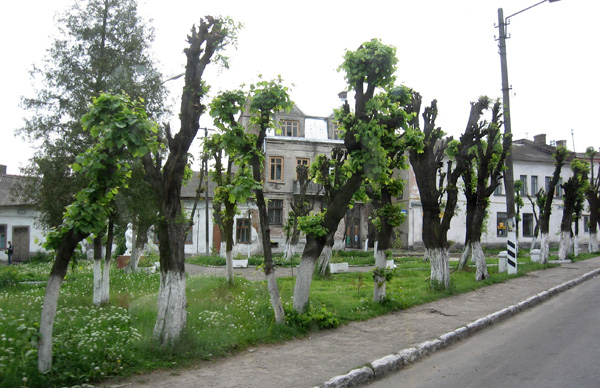
Центральная площадь посёлка